# Kwon Soo-hyun
Dans ce nom coréen, le nom de famille, Kwon, précède le nom personnel.
Pour les articles homonymes, voir Kwon.
Kwon Soo-hyun (né le 18 août 1986) est un acteur sud-coréen. Trois ans après le début de sa carrière d'acteur, Kwon a finalement été choisi pour la série télévisée Run, Jang-mi (2014), jouant un rôle essentiel dans le drame. Il a également joué dans High Society (2015). Il a déclaré qu'il considère Park Hae-il comme son modèle,,.

## Filmographie

### Film
| Année | Titre               | Rôle              |
| ----- | ------------------- | ----------------- |
| 2012  | Dangerously Excited | Soo               |
| 2016  | The Age of Shadows  | Sun-gil           |
| 2017  | Misbehavior         | Délégué de classe |

### Séries télévisées
| Année | Titre                                               | Rôle                         | Remarques        |
| ----- | --------------------------------------------------- | ---------------------------- | ---------------- |
| 2014  | Run, Jang-mi                                        | Baek Jang Soo                |                  |
| 2015  | High Society                                        | Lee Tae Gun                  |                  |
| 2016  | Le K2                                               | Garde du corps               |                  |
| 2017  | Queen of Mystery                                    | Ha Wan-Seung [Jeune]         |                  |
| 2017  | Drama Stage – Assistant Manager Park's Private Life | Kim Gyeong-soo               | drame en un acte |
| 2018  | The Smile Has Left Your Eyes                        | Eum Cho-rong                 |                  |
| 2018  | Top Management                                      | Jay Love                     |                  |
| 2019  | Abyss                                               | Seo Ji-wook                  |                  |
| 2020  | Kkondae Intern                                      | [L'ami de Ka Yeol Chan]      | Camée (Ep.1)     |
| 2020  | Record of Youth                                     | Kim Jin-Woo                  |                  |
| 2021  | Drama Stage – Love spoiler                          | Kim Yeong-hoon               | drame en un acte |
| 2021  | Move to Heaven                                      | Jeong Soo-Hyun               | Camée (Ep.5)     |
| 2021  | Doom at Your Service                                | Le rendez-vous de Dong-kyung | Camée (Ep.6)     |
| 2021  | Crime Puzzle                                        | Cha Seung-jae                | [ 6 ]            |
| 2022  | Café Minamdang                                      | Cha Do-won                   | [ 7 ]            |

## Prix
| Date | Prix                                                | Catégorie                | Nomination         |
| ---- | --------------------------------------------------- | ------------------------ | ------------------ |
| 2016 | 24e Prix de la culture et du divertissement coréens | Prix de la recrue (film) | The Age of Shadows |